# Glanosuchus
Glanosuchus — рід тероцефалових сцилакозавридів пізньої пермі ПАР. Типовий вид G. macrops був названий Робертом Брумом у 1904 році. Glanosuchus мав будову середнього вуха, яке було проміжним між ранніми терапсидами та ссавцями. Гребні в носовій порожнині Glanosuchus припускають, що він мав принаймні частково ендотермічний метаболізм, подібний до сучасних ссавців.

## Опис

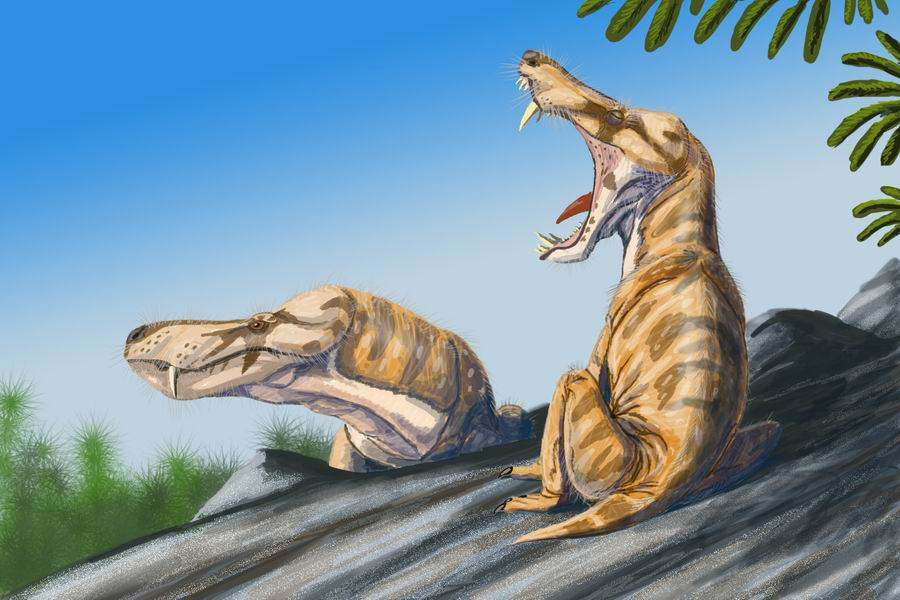
Художня реконструкція

Glanosuchus macrops був вперше описаний у 1904 році південноафриканським палеонтологом Робертом Брумом, який назвав рід і вид на основі майже повного голотипу-черепа. Череп був спотворений під час скам'яніння, і в деяких частинах кістку неможливо відрізнити від навколишньої матриці. Ілюструючи голотип, Брум вирішив реконструювати череп цього виду, а не намалювати справжній зразок.
Довжина черепа гланозуха становить близько 30 см. Glanosuchus, ймовірно, сягав приблизно до 1.8 м у довжину. Як і інші ранні тероцефали, гланозух мав довгу глибоку морду та великі ікла. Різці на передній частині верхньої щелепи також великі і нагадують лопаті. З обох боків верхньої щелепи є шість різців, причому найдальший помітно менший за інші. За кожним іклом розташовано п'ять маленьких загострених зубів. Морда ширша спереду, ніж ззаду, звичайна риса серед терапсид, але присутня у кількох інших споріднених тероцефалів. Ніздрі розташовані на кінчику морди і спрямовані вперед.
Glanosuchus представляє ранню стадію розвитку середнього вуха ссавців.
Гланозух, можливо, був одним із перших терапсидів, які досягли ендотермії, або теплокровності. Ендотермія сьогодні спостерігається у ссавців, єдиної живої групи терапсидів. Рептилії, найближчі живі родичі ссавців, є холоднокровними ектотермами з нижчою швидкістю метаболізму. Ендотермні тварини, ймовірно, еволюціонували з більш примітивних ектотермічних синапсидів десь у пермі чи тріасі.